# Веллаува (Орегон)
Веллаува (англ. Wallowa) — місто (англ. city) в США, в окрузі Валлова штату Орегон. Населення — 796 осіб (2020).

## Географія
Веллаува розташована за координатами 45°34′13″ пн. ш. 117°31′43″ зх. д. / 45.57028° пн. ш. 117.52861° зх. д. (45.570355, -117.528643).  За даними Бюро перепису населення США в 2010 році місто мало площу 1,58 км², уся площа — суходіл.

### Клімат
| Клімат : Веллаува       | Клімат : Веллаува | Клімат : Веллаува | Клімат : Веллаува | Клімат : Веллаува | Клімат : Веллаува | Клімат : Веллаува | Клімат : Веллаува | Клімат : Веллаува | Клімат : Веллаува | Клімат : Веллаува | Клімат : Веллаува | Клімат : Веллаува | Клімат : Веллаува |
| Показник                | Січ.              | Лют.              | Бер.              | Квіт.             | Трав.             | Черв.             | Лип.              | Серп.             | Вер.              | Жовт.             | Лист.             | Груд.             | Рік               |
| Абсолютний максимум, °C | 17,8              | 19,4              | 26,1              | 32,2              | 36,7              | 38,9              | 42,2              | 43,3              | 38,9              | 33,3              | 23,3              | 19,4              | 43,3              |
| Середній максимум, °C   | 1,2               | 4,8               | 10,2              | 15,4              | 19,9              | 24,1              | 29,9              | 29,4              | 24,6              | 17,1              | 7,6               | 2,1               | 15,5              |
| Середній мінімум, °C    | −8,3              | −6,2              | −3                | −0,3              | 2,8               | 5,8               | 7,4               | 6,2               | 2,8               | −0,7              | −3,6              | −6,9              | −0,3              |
| Абсолютний мінімум, °C  | −36,7             | −36,1             | −25,6             | −15               | −8,9              | −3,3              | −7,2              | −5,6              | −8,9              | −15               | −30               | −38,9             | −38,9             |
| Норма опадів, мм        | 45                | 36                | 37                | 36                | 45                | 42                | 17                | 20                | 27                | 38                | 51                | 48                | 442               |
| Днів з опадами          | 12                | 10                | 11                | 9                 | 10                | 9                 | 4                 | 4                 | 5                 | 8                 | 12                | 12                | 106,0             |
| ----------------------- | ----------------- | ----------------- | ----------------- | ----------------- | ----------------- | ----------------- | ----------------- | ----------------- | ----------------- | ----------------- | ----------------- | ----------------- | ----------------- |
| Джерело:                |                   |                   |                   |                   |                   |                   |                   |                   |                   |                   |                   |                   |                   |

## Демографія
Згідно з переписом 2010 року, у місті мешкало 808 осіб у 352 домогосподарствах у складі 222 родин. Густота населення становила 511 особа/км².  Було 394 помешкання (249/км²).
Расовий склад населення:
| - 95,9 % — білих - 0,5 % — чорних або афроамериканців - 0,4 % — корінних американців |

До двох чи більше рас належало 2,8 %. Частка іспаномовних становила 2,0 % від усіх жителів.
За віковим діапазоном населення розподілялося таким чином: 20,7 % — особи молодші 18 років, 58,3 % — особи у віці 18—64 років, 21,0 % — особи у віці 65 років та старші. Медіана віку мешканця становила 48,2 року. На 100 осіб жіночої статі у місті припадало 97,1 чоловіків;  на 100 жінок у віці від 18 років та старших — 96,6 чоловіків також старших 18 років.
Середній дохід на одне домашнє господарство  становив 32 661 долар США (медіана — 24 688), а середній дохід на одну сім'ю — 42 624 долари (медіана — 37 500). За межею бідності перебувало 29,9 % осіб, у тому числі 41,8 % дітей у віці до 18 років та 0,0 % осіб у віці 65 років та старших.
Цивільне працевлаштоване населення становило 254 особи. Основні галузі зайнятості: освіта, охорона здоров'я та соціальна допомога — 23,6 %, сільське господарство, лісництво, риболовля — 19,3 %, виробництво — 14,2 %, роздрібна торгівля — 13,4 %.